# تیرومالای کریشناماچاریا
تیرومالای کریشناماچاریا (انگلیسی: Tirumalai Krishnamacharya؛ ‏ کنادا: ತಿರುಮಲೈ ಕೃಷ್ಣಮಚಾರ್ಯ؛ ‏ هندی: तिरुमलाई कृष्णमचार्य؛ ‏ ۱۸ نوامبر ۱۸۸۸ – ۲۸ فوریهٔ ۱۹۸۹) آموزگار مشهور یوگا، متخصص آیورودا، اندیشمند و فیلسوف اهل راج بریتانیا (هند امروزی) بود.
امروزه او را با عنوان «پدر یوگای مدرن» و همچنین یکی از تأثیرگذارترین مربیان یوگای قرن بیستم می‌شناسند. او در اِحیا و رونق مجدد هاتا یوگا نقش داشت.